# Albaret-Sainte-Marie
Albaret-Sainte-Marie is een gemeente in het Franse departement Lozère (regio Occitanie) en telt 520 inwoners (2005). De plaats maakt deel uit van het arrondissement Mende.

## Geografie
De oppervlakte van Albaret-Sainte-Marie bedraagt 16,1 km², de bevolkingsdichtheid is 32,3 inwoners per km².
De onderstaande kaart toont de ligging van Albaret-Sainte-Marie met de belangrijkste infrastructuur en aangrenzende gemeenten.

## Demografie
Onderstaande figuur toont het verloop van het inwonertal (bron: INSEE-tellingen).

## Externe links

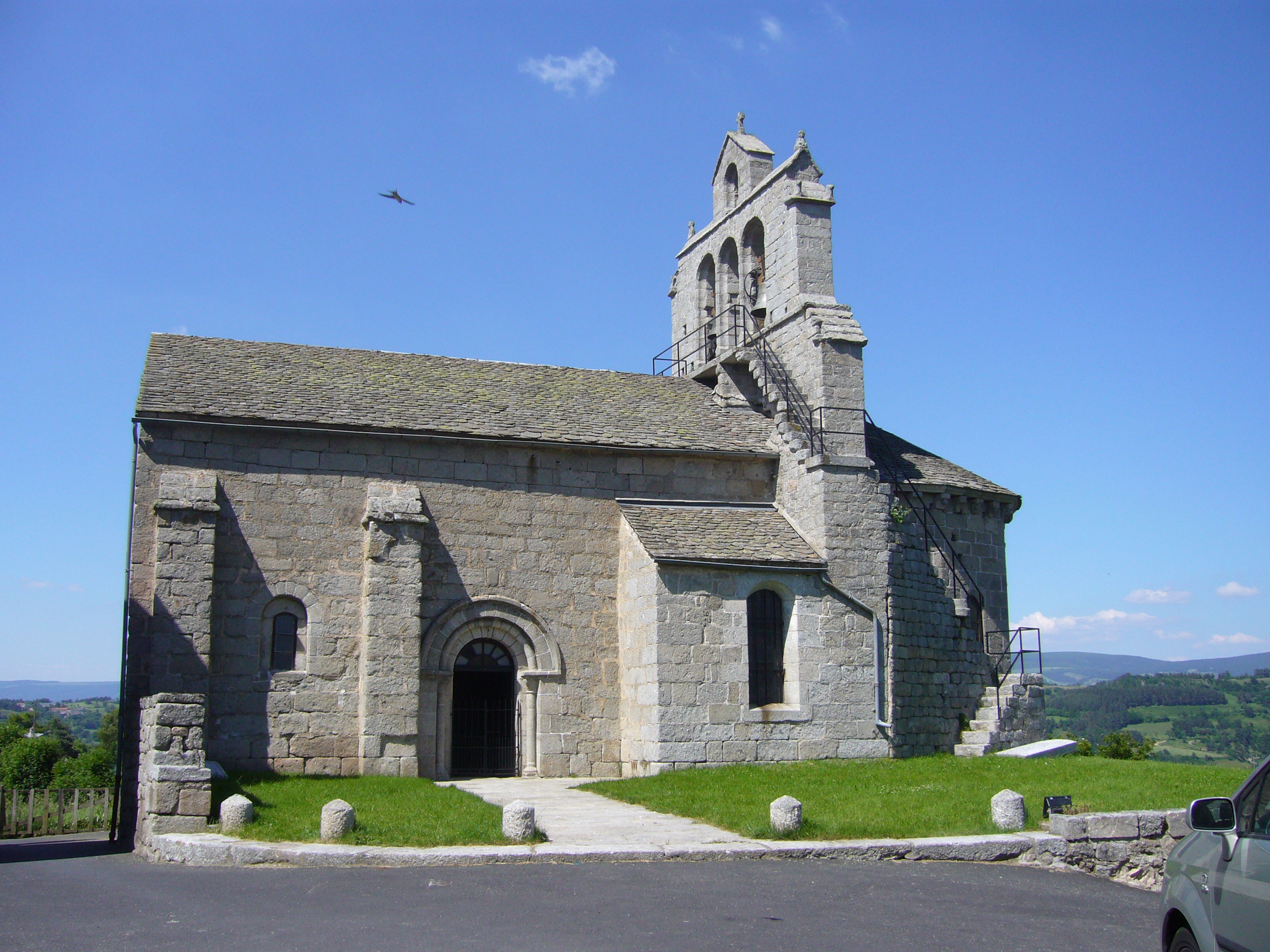
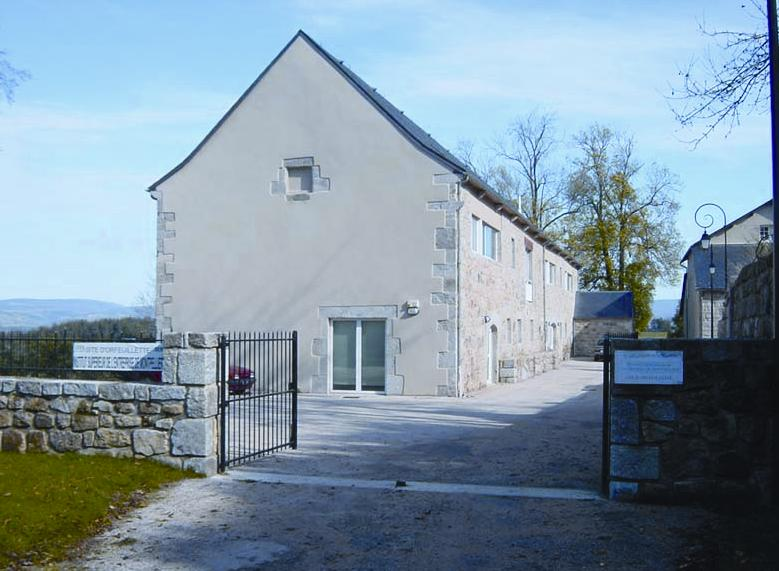
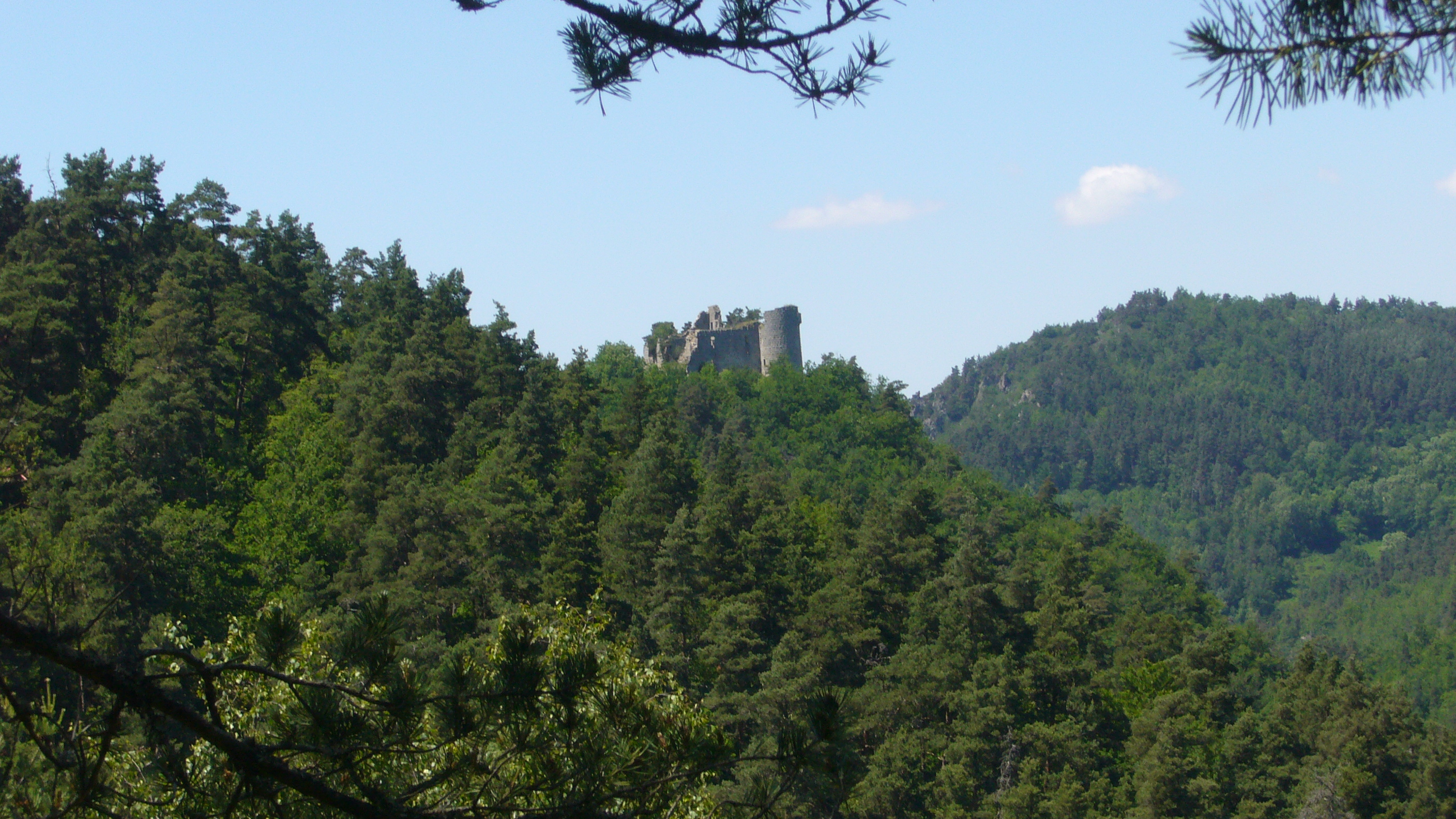
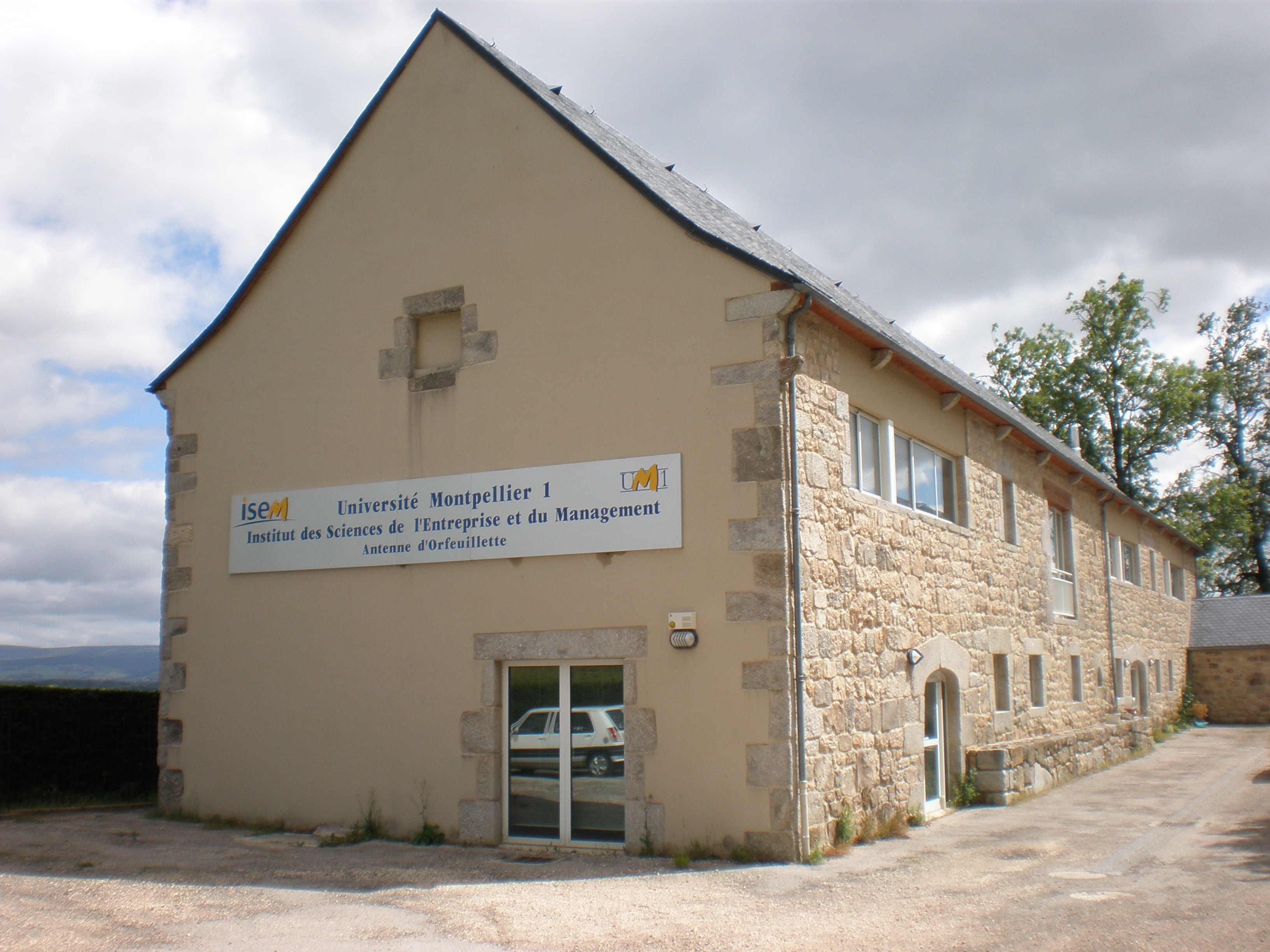
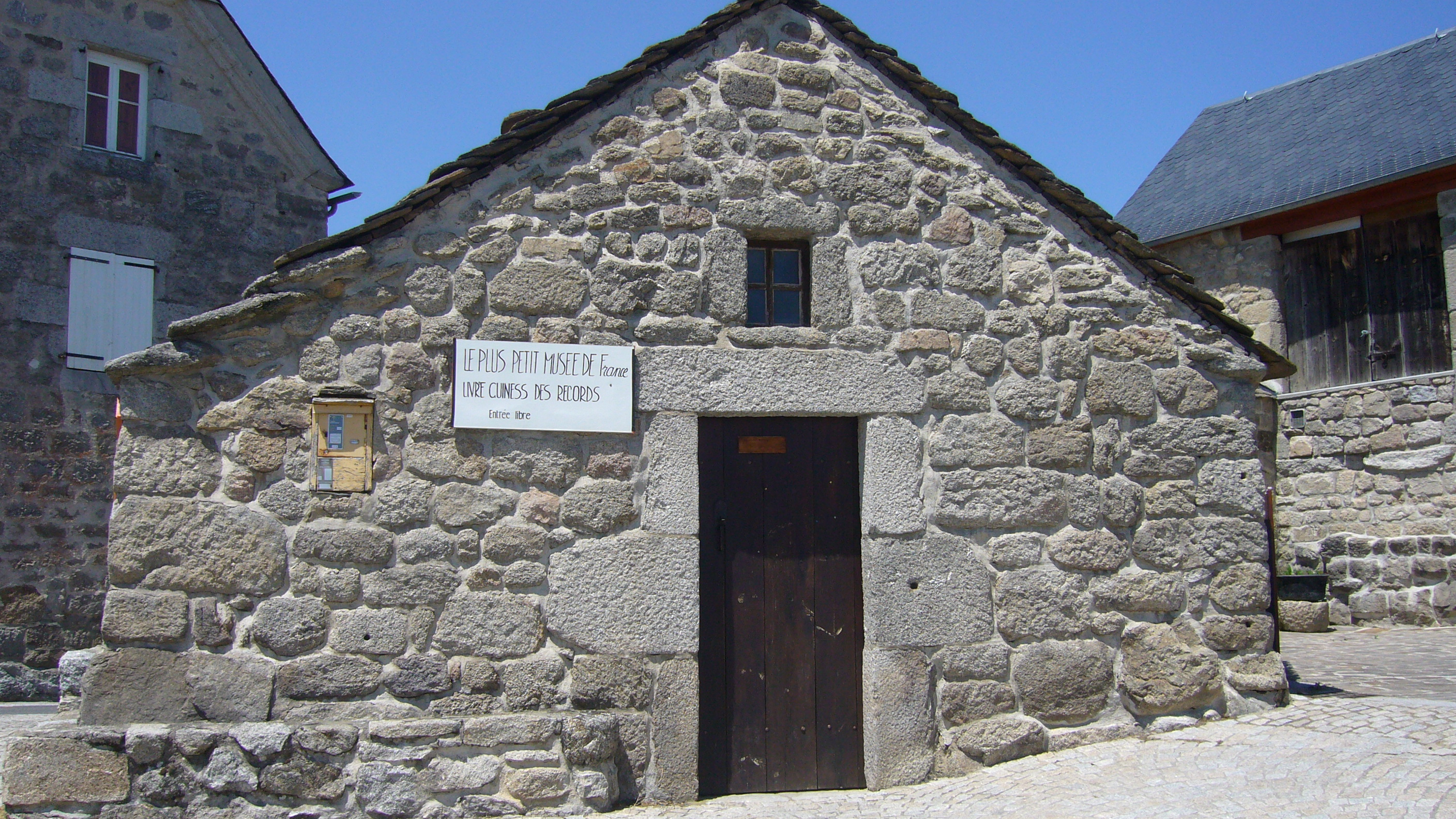